# Lista episoadelor din Doi bărbați și jumătate
| Episod total | Sezon | Episod sezon | Titlu episod                                                | Regizor          | Scenarist                 | Data emisie  |
| ------------ | ----- | ------------ | ----------------------------------------------------------- | ---------------- | ------------------------- | ------------ |
| 1            | 1     | 1            | Pilot                                                       | James Burrows    | Chuck Lorre, Lee Aronsohn | 22 sep 2003  |
| 2            | 1     | 2            | Big Flappy Bastards                                         | Andy Ackerman    | Chuck Lorre, Lee Aronsohn | 29 sep 2003  |
| 3            | 1     | 3            | Go East on Sunset Until You Reach the Gates of Hell         | Andy Ackerman    | Chuck Lorre, Don Foster   | 6 oct 2003   |
| 4            | 1     | 4            | If I Can't Write My Chocolate Song, I'm Going to Take a Nap | Andy Ackerman    | Chuck Lorre, Lee Aronsohn | 13 oct 2003  |
| 5            | 1     | 5            | The Last Thing You Want to Do Is Wind Up With a Hump        | Andy Ackerman    | Chuck Lorre, Lee Aronsohn | 20 oct 2003  |
| 6            | 1     | 6            | Did You Check With the Captain of the Flying Monkeys?       | Andy Ackerman    | Chuck Lorre, Lee Aronsohn | 27 oct 2003  |
| 7            | 1     | 7            | If They Do Go Either Way, They're Usually Fake              | Andy Ackerman    | Chuck Lorre, Lee Aronsohn | 3 nov 2003   |
| 8            | 1     | 8            | Twenty-Five Little Pre-pubers Without a Snootful            | Chuck Lorre      | Chuck Lorre, Lee Aronsohn | 10 nov 2003  |
| 9            | 1     | 9            | Phase One, Complete                                         | Andy Ackerman    | Chuck Lorre, Lee Aronsohn | 17 nov 2003  |
| 10           | 1     | 10           | Merry Thanksgiving                                          | Jay Sandrich     | Chuck Lorre, Lee Aronsohn | 24 nov 2003  |
| 11           | 1     | 11           | Alan Harper, Frontier Chiropractor                          | Robert Berlinger | Chuck Lorre, Don Foster   | 15 dec 2003  |
| 12           | 1     | 12           | Camel Filters and Pheromones                                | Robert Berlinger | Chuck Lorre, Lee Aronsohn | 5 ian 2004   |
| 13           | 1     | 13           | Sara Like Puny Alan                                         | Robert Berlinger | Chuck Lorre               | 12 ian 2004  |
| 14           | 1     | 14           | I Can't Afford Hyenas                                       | Rob Schiller     | Chuck Lorre, Lee Aronsohn | 2 feb 2004 } |